# Tahat
O Monte Tahat (em árabe: جبل ت) é a montanha mais alta da Argélia, atingindo os 3003 m de altitude e 2328 m de proeminência topográfica. É também o pico mais alto das montanhas Hoggar. A cidade de Tamanrasset fica 56 km para sul.